# Sztratégosz
A sztratégosz (tbsz. sztratégoi; görög στρατηγός) a görög nyelvben „tábornok” jelentésben használatos. A hellenisztikus és bizánci időkben katonai kormányzó értelemben is használták. A modern görög hadseregben ez a legmagasabb szárazföldi katonai rang.

## A sztratégoszok az athéni demokráciában

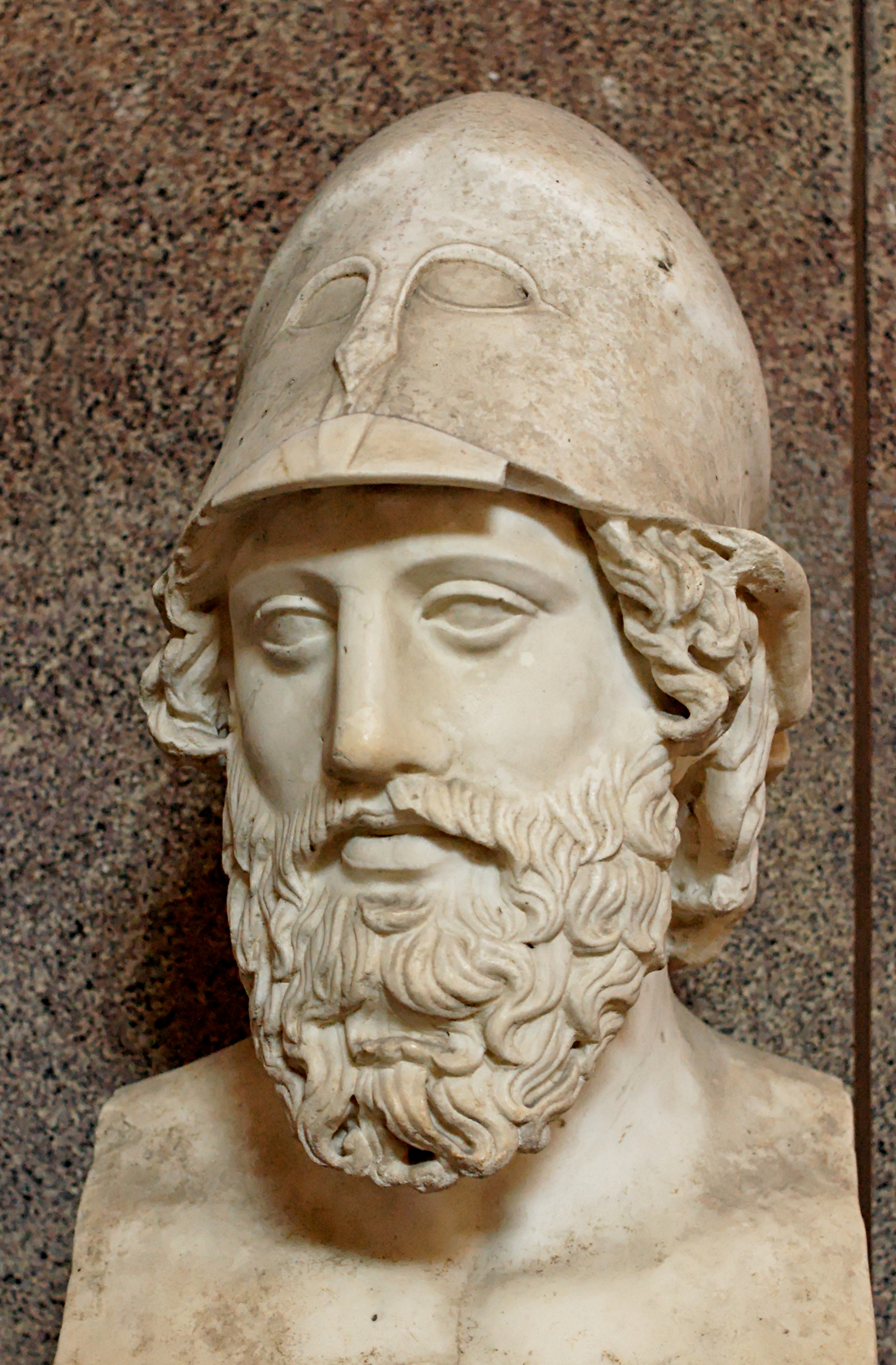
Egy görög sztratégosz mellszobra. Márvány, római másolat a Hadrianus-korból egy görög eredeti után, Kr.e. 400-ból

A sztratégoszi tisztség már i. e. 607-ben kimutatható, de a polemarkhosz mellett nagyobb jelentőségre csak jóval később tett szert.
I. e. 501-től kezdve az athéniek minden évben 10 tábornokot, azaz sztratégoszt választottak, hogy vezessék a hadsereget. A Kleiszthenész által létrehozott minden phülé választhatott egyet. Eredetileg együttműködtek a régi „háborús vezetővel” a polemarkhosszal de az i. e. 487 után elvesztette katonai jelentőségét. A sztratégosz szó szerint a „hadsereg vezetőjét” jelenti, de amikor Themisztoklész kezdeményezésére Athén tengeri hatalommá vált, a sztratégoszok feleltek a flottáért is. A tíz tábornok teljesen egyenlő volt egymással, a marathóni csata előtt i. e. 490-ben többségi szavazással döntöttek a csatatervről. Mindenesetre a sztratégoszok kaphattak egyéni feladatokat és egy időtől kezdve a felelősséget regulárisan is megosztották. Különleges helyzetben, mint például a szicíliai hadjárat esetén rendkívüli hatalommal felruházott sztratégosz autokratórt választottak. Bizonyos időkben tiszteletből is választottak néhány sztratégoszt, például Szophoklészt nagyon öreg korában. A sztratégosz halála vagy visszahívása esetén újat választottak megbízatásának maradék idejére.
A tíz sztratégosz volt az athéni demokrácia választott tisztviselői közül a legmegbecsültebb. A tendencia a tisztviselők sorsolása felé mutatott, de a sztratégoszokat – és a tamiászokat – szabályos eljárással választották a diplomáciához és katonai ügyekhez értő emberek közül. Valószínűleg mindenki előtt nyitva állt a lehetőség, hogy megválasszák, de gyakorlatilag a felsőbb osztályok tagjai közül választották őket. Csak akkor kaptak fizetést, amikor ténylegesen hadjáratra indultak. Rendkívül jövedelmező hivatal lehetett ennek ellenére, mivel részt kaptak a hadizsákmányból, a nemzetközi diplomáciai életben pedig szokás volt a bőséges – legális és illegális – ajándék.
Az i. e. 5. században rendkívül erős kötelék volt az államvezetés és a sztratégoszi testület között. A sztratégoszok gyakran kezdeményezői voltak az állami politikának a népgyűlésen, de nem hivatali hatalmuk útján, hanem mint nagy képességekkel rendelkező polgárok. Az elsőrendű példa erre Periklész, akit i. e. 443 és i. e. 430 között mindig megválasztottak sztratégosszá. Thuküdidész szerint az ő dominanciája olyan nagy volt, hogy névlegesen demokrácia, ténylegesen monarchia volt abban az időben. Mindenesetre egyszerű szavazással bármikor eltávolítható volt.

### Számonkérésük
A sztratégoszok felmentését gyakran kezdeményezték és bíróság elé is állították őket. A büntetés a pénzbüntetéstől a halálbüntetésig terjedt. A kiszabott bírság monumentális lehetett – ld. például Miltiadész esetét –, ami a leggazdagabb athéni vagyonát is semmivé tehette. i. e. 430-ban Periklészt is eltávolították a hivatalból egy időre és pénzbüntetésre ítélték. A győztes arginuszai csata után i. e. 406-ban mind a nyolc ottlévő sztratégoszt halálra ítélték – bár nem mind ment haza a büntetés elfogadására – a túlélők megmentésének elmulasztása miatt.
Az athéni hadsereg demokratikus alapon szerveződött és a fegyelem relatíve laza volt. Van néhány vitatott beszámoló olyan esetekről, amikor sztratégoszok a hadjárat során kivégeztettek valakit, de a normál módja a súlyos fegyelemsértőkkel szembeni eljárásnak a bírósági eljárás alá vonás volt, ahol a többi szolgálatban levő katona volt az esküdtszék.
A sztratégoszok maguk – mint bármely demokratikus tisztségviselő – hivatali évük letelte után átvilágítási eljáráson (euthunai, szó szerint kiegyenesítés) estek át, ami bírósági eljárássá változott számára és azok számára is, akik vele együtt ítélkeztek. Ilyen körülmények között a sztratégoszok valószínűleg kétszer is meggondolták, hogy mennyire legyenek szigorúak.

### A sztratégoszi hivatal az i. e. 4. században
Az i. e. 4. században viszont azok személye, akik a népgyűlésben a politikát vitték, és a sztratégoszoké már általában elvált egymástól. Ez az állami és úgyszintén a katonai ügyek összetettségének a növekedése miatt volt így, mindegyik a maga szakembereit kívánta. A hadseregben egyre gyakoribb lett a zsoldosok alkalmazása, sőt a polgárjog adományozása is előfordult, hogy egy külföldit sztratégosszá lehessen választani. Az i. e. 5. századi birodalom elvesztésével a pénzügyek ingatagabbá váltak, ami egy sor új gazdasági tisztség felemelkedéséhez vezetett. Mindezekkel együtt a professzionális népgyűlési szónokokkal együtt kiszorította a sztratégoszokat a politikából. Az i. e. 4. században áttértek arra is, hogy az egész népből választották a 10 sztratégoszt, nem phülénként 1-1-et.

### Néhány nevezetes sztratégosz az i. e. 5. században
- Periklész
- Ariszteidész
- Themisztoklész
- Kimón
- Thuküdidész
- Nikiasz
- Alkibiadész
- Kleon

## Más klasszikus görög államokban
Más görög államokban is előfordult a sztratégoszi tisztség. Nevezetes volt közülük az akháj szövetség, amelynek leghíresebb sztratégoszai Aratosz és Philopoemon voltak.

## Hellenisztikus és későbbi használat
A diadokhoszok hellenisztikus birodalmaiban, nevezetesen a Ptolemaida Egyiptomban a sztratégosz kormányzói hivatallá vált. Ez a hagyomány a Bizánci Birodalomban is folytatódott.